# Divizia A 1934-1935
La Divizia A 1934-1935 è stata la 23ª edizione del campionato di calcio rumeno, disputato tra il settembre 1934 e il luglio 1935 e si concluse con la vittoria finale del Ripensia Timișoara, al suo secondo titolo.
Capocannoniere del torneo fu Ștefan Dobay (Ripensia Timișoara), con 24 reti.

## Stagione

### Formula
Per la prima volta il torneo si svolse in un unico girone di 12 squadre con incontri di andata e ritorno per un totale di 22 giornate. L'ultima classificata affrontò la vincitrice della Divizia B.
Al posto del Brașovia Brașov, Tricolor Ploiești, Mureșul Târgu-Mureș e Șoimii Sibiu, retrocesse la stagione precedente, nessuna squadra fu promossa dai campionati provinciali riducendo così il numero dei club partecipanti da 16 a 12 e permettendo il girone unico.

### Avvenimenti
Partenza sprint per il CFR Bucarest e per il CAO Oradea che vincono le prime tre partite e guidano la classifica con tre punti di vantaggio. Approfittando delle loro prime sconfitte avanzano di classifica le due squadre di Timișoara, il Ripensia e il Chinezul che all'ottava giornata sono appaiate con 12 punti e che termineranno il girone d'andata a 16. In coda alla classifica l'AMEFA Arad ottiene i primi punti alla decima giornata battendo il CFR Bucarest e si porta a -3 dall'Unirea Tricolor Bucarest. Con l'inizio del girone di ritorno il Ripensia allunga (+5 alla 15ª). A 3 turni dalla fine l'AMEFA è matematicamente ultimo avendo 7 punti da recuperare alla Juventus Bucarest e il Ripensia conquista il suo secondo titolo al termine della penultima giornata.

## Squadre partecipanti
| Club                      | Città       | Stadio              | Posizione 1933-1934 |
| ------------------------- | ----------- | ------------------- | ------------------- |
| AMEF Arad                 | Arad        |                     | 5° nel gruppo 1     |
| CAO Oradea                | Oradea      |                     | 3° nel gruppo 2     |
| CFR București             | Bucarest    |                     | 4° nel gruppo 1     |
| Chinezul Timișoara        | Timișoara   |                     | 6° nel gruppo 1     |
| Crișana Oradea            | Oradea      |                     | 2° nel gruppo 1     |
| Gloria CFR Arad           | Arad        |                     | 6° nel gruppo 2     |
| Juventus București        | Bucarest    |                     | 4° nel gruppo 2     |
| Ripensia Timișoara        | Timișoara   | Finalista           |                     |
| România Cluj              | Cluj Napoca |                     | 5° nel gruppo 2     |
| Unirea Tricolor București | Bucarest    |                     | 2° nel gruppo 2     |
| Universitatea Cluj        | Cluj Napoca |                     | 3° nel gruppo 1     |
| Venus Bucarest            | Bucarest    | Campione di Romania |                     |

## Classifica finale
|  | Pos. | Squadra                   | Pt | G  | V  | N | P  | GF | GS | DR  |
|  | ---- | ------------------------- | -- | -- | -- | - | -- | -- | -- | --- |
|  | 1.   | Ripensia Timișoara        | 32 | 22 | 14 | 4 | 4  | 66 | 34 | +32 |
|  | 2.   | Clubul Atletic Oradea     | 29 | 22 | 14 | 1 | 7  | 50 | 28 | +22 |
|  | 3.   | Venus București           | 29 | 22 | 14 | 1 | 7  | 57 | 18 | +19 |
|  | 4    | Universitatea Cluj        | 25 | 22 | 12 | 1 | 9  | 36 | 34 | +2  |
|  | 5    | Chinezul Timișoara        | 23 | 22 | 9  | 5 | 8  | 58 | 57 | +1  |
|  | 6    | România Cluj              | 23 | 22 | 9  | 5 | 8  | 41 | 41 | 0   |
|  | 7    | Crișana Oradea            | 22 | 22 | 8  | 6 | 8  | 46 | 50 | -4  |
|  | 8    | Gloria Arad               | 21 | 22 | 7  | 7 | 8  | 45 | 57 | -12 |
|  | 9    | Unirea Tricolor București | 19 | 22 | 6  | 7 | 9  | 49 | -5 |     |
|  | 10   | CFR București             | 17 | 22 | 8  | 1 | 13 | 39 | 51 | -12 |
|  | 11   | Juventus București        | 16 | 22 | 6  | 4 | 12 | 39 | 51 | -12 |
|  | 12   | AMEF Arad                 | 8  | 22 | 2  | 4 | 16 | 24 | 53 | -29 |

Legenda:

      Campione di Romania
      Ammessa ai playout
Note:

Due punti a vittoria, uno a pareggio, zero a sconfitta.

## Risultati
|                 | AME  | CAO  | CFR  | Chi  | Cri  | Glo  | Juv  | Rip  | Rom  | UTB  | Uni  | Ven |
| --------------- | ---- | ---- | ---- | ---- | ---- | ---- | ---- | ---- | ---- | ---- | ---- | --- |
| AMEFA           | –––– | 1-2  | 1-0  | 1-3  | 0-1  | 0-2  | 2-0  | 2-2  | 1-2  | 2-4  | 1-2  | 0-4 |
| CAO             | 3-0  | –––– | 4-2  | 3-1  | 3-1  | 7-1  | 4-0  | 2-2  | 2-1  | 2-3  | 1-0  | 3-1 |
| CFR             | 3-0  | 1-0  | –––– | 3-2  | 3-4  | 4-5  | 4-3  | 2-2  | 1-3  | 2-1  | 1-2  | 0-1 |
| Chinezul        | 4-2  | 3-2  | 2-3  | –––– | 0-0  | 5-3  | 1-1  | 3-2  | 1-1  | 3-1  | 2-3  | 4-2 |
| Crișana         | 1-1  | 1-2  | 5-3  | 3-5  | –––– | 2-2  | 2-0  | 2-2  | 2-2  | 3-2  | 4-2  | 4-1 |
| Gloria          | 1-1  | 2-1  | 3-2  | 6-1  | 4-2  | –––– | 1-2  | 3-6  | 2-2  | 2-2  | 1-3  | 1-1 |
| Juventus        | 3-1  | 1-0  | 1-2  | 2-2  | 5-3  | 2-2  | –––– | 0-3  | 3-2  | 1-4  | 1-0  | 1-3 |
| Ripensia        | 4-3  | 3-1  | 2-0  | 5-6  | 5-2  | 3-0  | 1-0  | –––– | 5-1  | 5-0  | 5-1  | 0-1 |
| România         | 4-1  | 1-4  | 2-1  | 3-1  | 2-0  | 0-3  | 1-0  | 1-2  | –––– | 4-4  | 1-0  | 4-5 |
| Unirea Tricolor | 3-3  | 1-2  | 4-1  | 4-4  | 1-2  | 1-1  | 3-3  | 2-3  | 2-2  | –––– | 4-3  | 1-0 |
| Universitatea   | 5-0  | 0-2  | 2-1  | 2-1  | 0-0  | 3-0  | 2-1  | 1-0  | 0-2  | 3-0  | –––– | 2-1 |
| Venus           | 3-1  | 2-0  | 2-3  | 5-4  | 5-2  | 7-0  | 3-2  | 1-4  | 1-0  | 3-2  | 5-   |     |

|                                        | 1   | 12  |
| JUVENTUS - RIPENSIA                    | 0-3 | 0-1 |
| CRISANA ORADEA - RIPENSIA              | 2-2 | 2-5 |
| AMEFA ARAD - VENUS BUCURESTI           | 0-4 | 1-3 |
| UN.TRIC. BUCURESTI - CAO ORADEA        | 1-2 | 3-2 |
| CFR BUCURESTI - JUVENTUS               | 2-1 | 4-3 |
| UNIVERSITATEA CLUJ - GLORIA ARAD       | 3-0 | 3-1 |
|                                        | 2   | 13  |
| GLORIA ARAD - UN.TRIC.BUCURESTI        | 2-2 | 1-1 |
| CFR BUCURESTI - VENUS BUCURESTI        | 3-2 | 0-1 |
| GLORIA CFR ARAD - CRISANA ORADEA       | 4-2 | 2-2 |
| JUVENTUS - AMEFA ARAD                  | 3-1 | 0-2 |
| CHINEZUL - RIPENSIA                    | 6-5 | 3-2 |
| CAO ORADEA - UNIVERSITATEA CLUJ        | 1-0 | 2-0 |
|                                        | 3   | 14  |
| CRISANA ORADEA - VENUS BUCURESTI       | 4-1 | 2-5 |
| CHINEZUL - CFR BUCURESTI               | 2-3 | 2-3 |
| ROMANIA CLUJ - UNIVERSITATEA CLUJ      | 1-0 | 2-0 |
| UN.TRIC.BUCURESTI - RIPENSIA           | 2-3 | 0-5 |
| AMEFA ARAD - CAO ORADEA                | 1-2 | 0-3 |
| ROMANIA CLUJ - CRISANA ORADEA          | 2-0 | 2-2 |
|                                        | 4   | 15  |
| AMEFA ARAD - UN.TRIC.BUCURESTI         | 2-4 | 3-3 |
| UN.TRIC. BUCURESTI - JUVENTUS          | 3-3 | 4-1 |
| ROMANIA CLUJ - CFR BUCURESTI           | 2-1 | 3-1 |
| VENUS BUCURESTI - RIPENSIA             | 1-4 | 1-0 |
| CRISANA ORADEA - UNIVERSITATEA CLUJ    | 4-2 | 0-0 |
| CHINEZUL - GLORIA ARAD                 | 5-3 | 1-6 |
|                                        | 5   | 16  |
| VENUS BUCURESTI - UN.TRIC.BUCURESTI    | 3-2 | 0-1 |
| ROMANIA CLUJ - RIPENSIA                | 1-2 | 1-5 |
| CFR BUCURESTI - UNIVERSITATEA CLUJ     | 1-2 | 1-2 |
| CHINEZUL - AMEFA ARAD                  | 4-2 | 3-1 |
| GLORIA ARAD - CAO ORADEA               | 2-1 | 1-7 |
| CRISANA ORADEA - JUVENTUS              | 2-0 | 3-5 |
|                                        | 6   | 17  |
| CFR BUCURESTI - CRISANA ORADEA         | 3-4 | 3-5 |
| JUVENTUS - VENUS BUCURESTI             | 2-3 | 1-3 |
| RIPENSIA - AMEFA ARAD                  | 4-3 | 2-2 |
| GLORIA ARAD - ROMANIA CLUJ             | 2-2 | 3-0 |
| CFR BUCURESTI - CAO ORADEA             | 1-0 | 2-4 |
| CRISANA ORADEA - UN.TRIC.BUCURESTI     | 3-2 | 2-1 |
|                                        | 7   | 18  |
| AMEFA ARAD - GLORIA ARAD               | 0-2 | 1-1 |
| UNIVERSITATEA CLUJ - CHINEZUL          | 2-1 | 3-2 |
| UN.TRIC.BUCURESTI - ROMANIA CLUJ       | 2-2 | 4-4 |
| CHINEZUL - VENUS BUCURESTI             | 4-2 | 4-5 |
| GLORIA CFR ARAD - CFR BUCURESTI        | 3-2 | 5-4 |
| CAO ORADEA - JUVENTUS                  | 4-0 | 0-1 |
|                                        | 8   | 19  |
| CHINEZUL - CAO ORADEA                  | 3-2 | 1-3 |
| ROMANIA CLUJ - JUVENTUS                | 1-0 | 2-3 |
| AMEFA ARAD - UNIVERSITATEA CLUJ        | 1-2 | 0-5 |
| CHINEZUL - UN.TRIC.BUCURESTI           | 3-1 | 4-4 |
| CAO ORADEA - RIPENSIA TIMISOARA        | 2-2 | 1-3 |
| VENUS BUCURESTI - GLORIA ARAD          | 7-0 | 1-1 |
|                                        | 9   | 20  |
| RIPENSIA - CFR BUCURESTI               | 2-0 | 2-2 |
| CAO ORADEA - CRISANA ORADEA            | 3-1 | 2-1 |
| VENUS BUCURESTI - ROMANIA CLUJ         | 1-0 | 5-4 |
| GLORIA ARAD - JUVENTUS                 | 1-2 | 2-2 |
| UNIVERSITATEA CLUJ - UN.TRIC.BUCURESTI | 3-0 | 3-4 |
| AMEFA ARAD - ROMANIA CLUJ              | 1-2 | 1-4 |
|                                        | 10  | 21  |
| UN.TRIC.BUCURESTI - CFR BUCURESTI      | 4-1 | 1-2 |
| CAO ORADEA - ROMANIA CLUJ              | 2-1 | 4-1 |
| JUVENTUS - CHINEZUL                    | 2-2 | 1-1 |
| UNIVERSITATEA CLUJ - VENUS BUCURESTI   | 2-1 | 0-5 |
| RIPENSIA – GLORIA ARAD                 | 3-0 | 6-3 |
| AMEFA ARAD - CRISANA ORADEA            | 0-1 | 1-1 |
|                                        | 11  | 22  |
| VENUS BUCURESTI - CAO ORADEA           | 2-0 | 1-3 |
| AMEFA ARAD - CFR BUCURESTI             | 1-0 | 0-3 |
| CHINEZUL - ROMANIA CLUJ                | 1-1 | 1-3 |
| UNIVERSITATEA CLUJ - RIPENSIA          | 1-0 | 1-5 |
| JUVENTUS - UNIVERSITATEA CLUJ          | 1-0 | 1-2 |
| CRISANA ORADEA - CHINEZUL              | 3-5 | 0-0 |

### Playout
La doppia sfida tra AMEF Arad, ultima classificata e Jiul Petrosani, vincente del girone dei play-off della Divizia B 1934-1935, si giocò il 28 luglio e l'11 agosto 1935. La vincente avrebbe partecipato alla massima divisione del campionato nell'annata successiva.
| Squadra 1 | Totale | Squadra 2      | Andata | Ritorno |
| --------- | ------ | -------------- | ------ | ------- |
| AMEF Arad | 2 - 0  | Jiul Petrosani | 2 - 0  | 0 - 0   |

## Verdetti
- Ripensia Timișoara campione di Romania 1934-35.